# 瀬長島

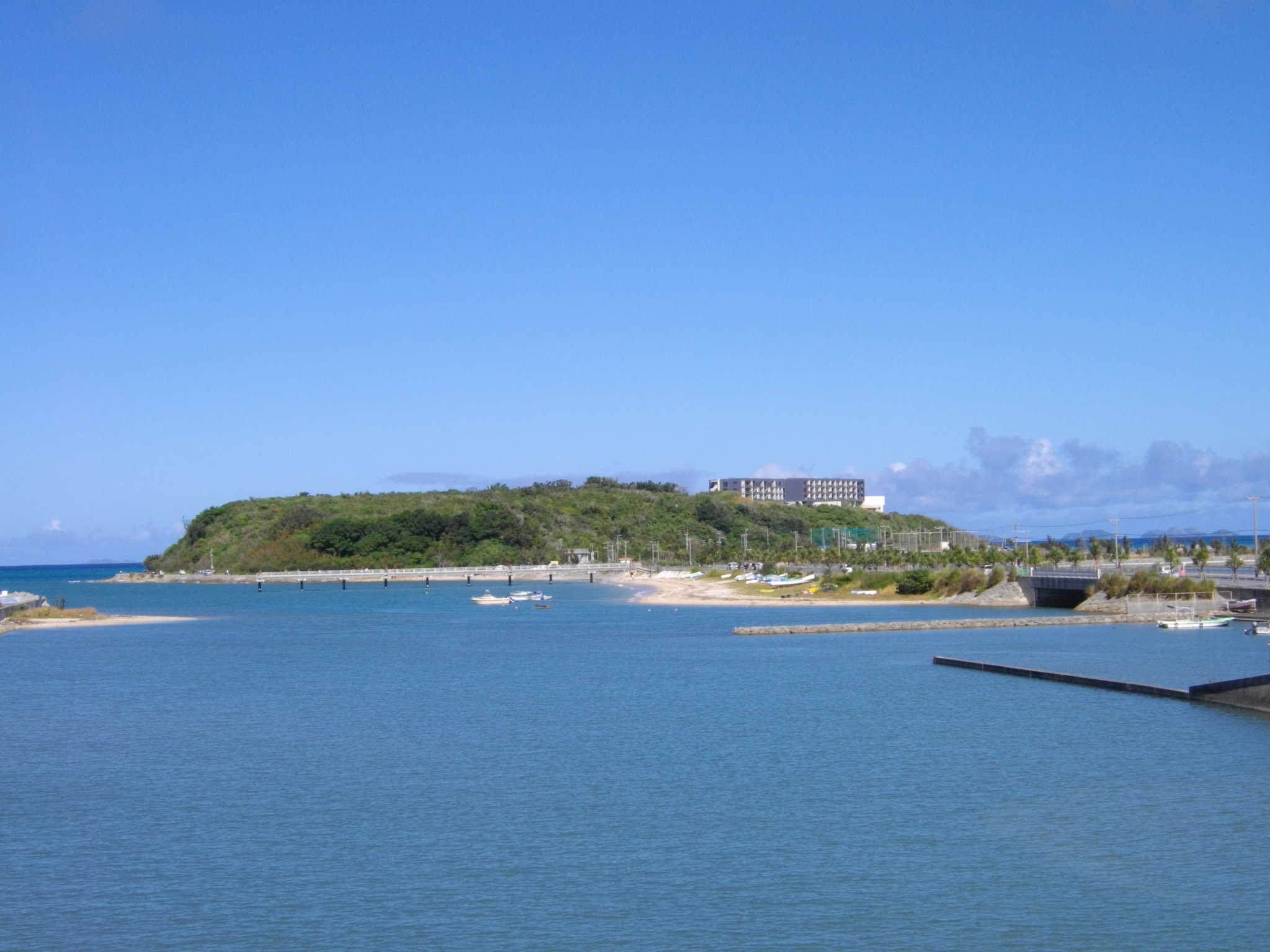
沖縄本島から望む瀬長島

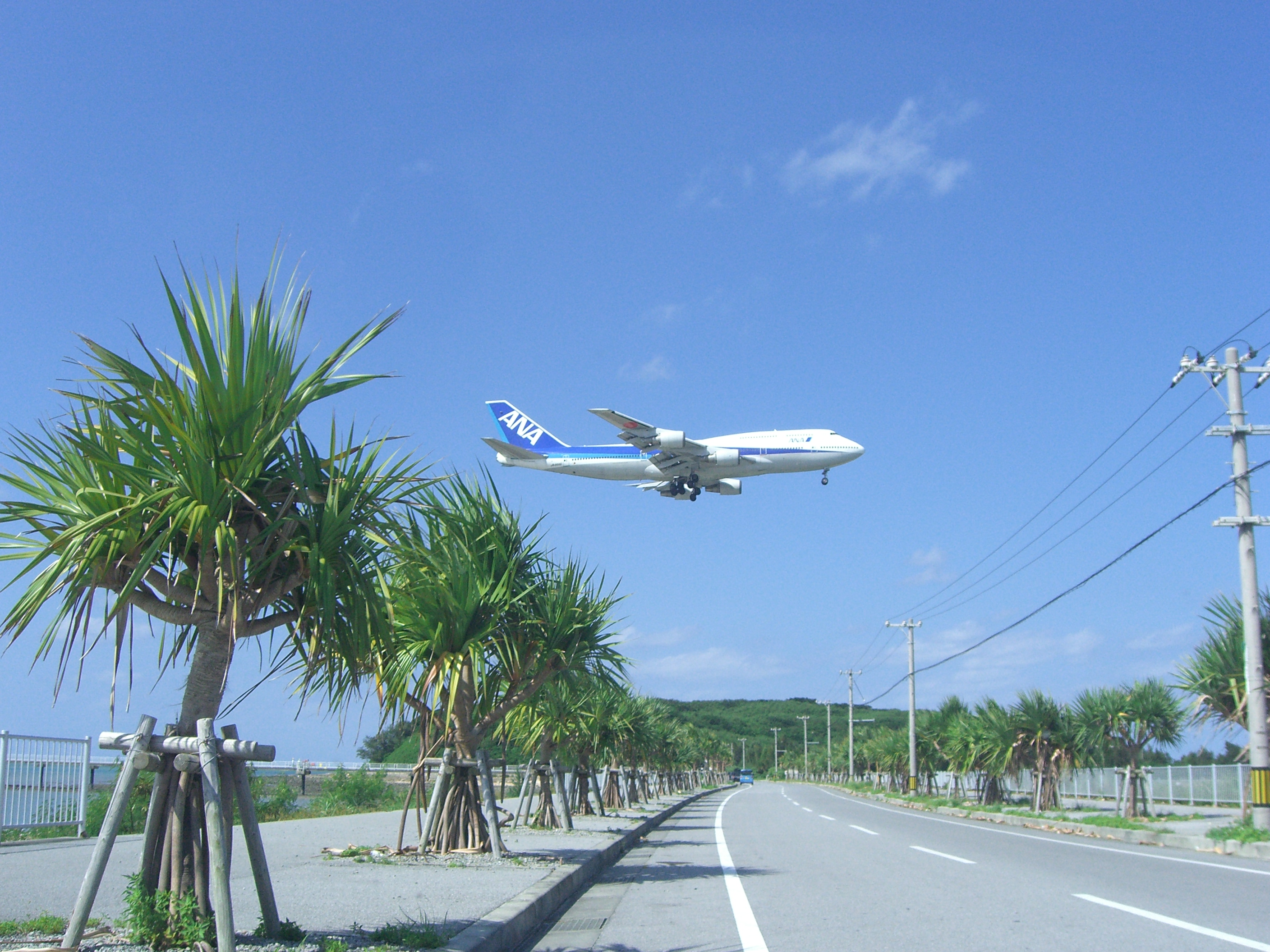
那覇空港へ着陸する飛行機

瀬長島（せながじま）は、沖縄県豊見城市に属する島である。沖縄本島南部の西岸約600m、那覇空港の南側約1.5kmに位置する。瀬長グスクをはじめとして多くの拝所や井泉が存在し、米軍基地「那覇空軍・海軍補助施設」として接収される以前は「神の島」として信仰の島となっていた。1977年に返還され、現在は瀬長島ウミカジテラスとしてリゾート開発されている。

## 地理
面積0.18km2、周囲1.8km、標高33mの台地状の島で、行政上では「瀬長」地区に含まれる。瀬長島は新第三紀の泥岩と砂岩層で構成され、それを第四紀の琉球石灰岩と沖積層で堆積している。島頂上部を覆っていた琉球石灰岩は、戦後米軍に接収された後に大部分が削ぎ取られ、島南端に存在した標高44.2mの丘も消滅した。島内はススキやチガヤなどの草木植物が大半で、樹木は自生していない。瀬長島はサンゴ礁の礁池（イノー）に囲まれ、干潮時は干潟が出現する。オカガニやオオナキオカヤドカリが生息しているが、観光開発の影響により、2014年からの1年間で、オカガニの生息数が半分に減少したと報告されている。文献により島内人口は異なり、瀬長島は無人島とあれば、1世帯4人と記載されている資料もある。

## 歴史

### アンジナ
地元では古くから島をアンジナとよび、言い伝えでは瀬長島に按司が築城したことにより、「按司のいる砂島」が変化して「アンジナジマ」とも呼ばれていた。『中山伝信録』には「砂嶽」、1890年（明治23年）発行の『沖縄県全図』に「砂長島」とある。またハブが鶏を捕食し、丘から下って来る為、昔から鶏は飼育せず、「鶏（とい）鳴かん島」とも言われていた。

### 瀬長グスク
瀬長島は豊見城の発祥の地とされ、琉球開闢の女神アマミキヨが豊見城に降臨した際、瀬長島に最初に降り立ったとされる。瀬長島に瀬長グスクが形成され、『琉球国由来記』には瀬長按司の居住跡と記されている。瀬長グスク内では青磁と土器が出土し、また島南斜面には陶磁器や鉄滓も発見されている。『琉球国由来記』によると、グスク周辺にはいくつかの御嶽が存在していたとされ、干潮の際には干潟を徒歩で、満潮時には小舟を使用して渡った。1719年に、冊封のため尚敬王のもとを訪問した徐葆光は、蔡温に瀬長島を案内され、美しい砂浜と大勢の人が雨宿り出来るほどの巨石奇岩などの景観を讃えている。また、昭和11年には沖縄八景 の一つに数えられるなど、豊見城を代表する風光明媚な景勝地であった。
18世紀初頭の平敷屋朝敏は、当島を舞台の一つにした組踊「手水の縁」を手がけた。19世紀頃から近隣の我那覇村から移住者が出始め、1903年（明治36年）当時の島内人口は91人、戦前期には約40世帯の集落が形成され、半農半漁の生活を送った。島南東部に位置する「子宝岩」に、戦前まで子供を授かるために参拝したという。1923年（大正12年）に瀬長島を訪れた折口信夫は、一丈程の岩の頂上に2つの穴があり、そこを目掛けて参拝者が小石を投げ入れ、どちらかに石が入った穴で授かる子供の性別を占っていたと、述べている。
沖縄戦時、米軍によって破壊されたが、2015年に復元された。中はコンクリートで外は琉球石灰岩の作りとなっている。

### 沖縄戦
1944年、沖縄上陸に備え小禄飛行場の防備を担う砲台と壕を構築するため、瀬長島の住民の退去命令がだされた。1945年6月4日に小禄に上陸した米軍は、6月13日に瀬長島を制圧する。

### 米軍基地「那覇空軍・海軍補助施設」
1946年（昭和21年）に米軍に接収され、米軍基地「那覇空軍・海軍補助施設」の一部となった際、弾薬庫などの施設が置かれ、住民は対岸の沖縄島へ移住を余儀なくされた。同時に、島内の拝所や井泉なども本島に移転し、対岸の「アカサチ森」に「瀬長拝所」として集合移設された。また対岸のアサカチ森、および米軍那覇空港とをつなぐ2本の海中道路が建設された。戦前まで島には、瀬長グスク、子宝岩、瀬長ノ嶽など多くの遺跡や拝所、井泉 (ガー) が存在し、神の島として本島からも参拝者が訪れていたが、戦後は米軍基地として立入が禁止され、遺構の多くが破壊され、島の地形も変貌した。瀬長島対岸アサカチ森の集落は、1951年（昭和26年）に直撃したルース台風により、多数の死傷者を出したため、さらに内陸部へ集落を移動した。またアサカチ森に移転された拝所は、老朽化のため1975年に瀬長拝所として現在の場所に再建立された。

### アカサチ森の瀬長拝所
伝承によると、琉球開闢の女神アマミキヨの子・南海大神加那志が瀬長島に集落をつくり、アマミキヨから4代目の豊見城大神加那志が耕作地を探して豊見城へ渡り開墾したとされる。これが豊見城のルーツは瀬長島であると信じられ神の島として信仰されていたゆえんである。米軍の強制接収によって、島の聖地もアカサチ森に移設され、1975年に現在の瀬長拝所としてまとめられた。中央に天御人之御神が祀られ、三様御殿、按司御墓、御骨神、火ぬ神、瀬長島の４つの泉井 (御月御井、知念御井、按司御井、前ヌ御井) を祀っており、いまも信仰の対象となっている。

## 再開発とリゾート

### 返還と跡地開発
1970年代から村民は「瀬長島を取り返す村民大会」などで声をあげ、1977年（昭和52年）ついに返還された。その間に瀬長グスクは破壊され、地形は削られて戦前の面影はなくなってしまっていた。豊見城市は、2012年度計画に基づき瀬長島の観光開発事業「瀬長島観光拠点整備計画」に着手、展望台や電線地中化の整備、周回道路の改修を行った。

### エアウェイリゾート
現在は本島と瀬長島を海中道路で架設しているため、自動車や徒歩で往来することが可能である。これにより、本島から手軽に訪れられ、休日になれば多くの行楽客で賑わい、年間約28万人が来島する。那覇空港に隣接し、離着陸する飛行機を見物できるため、航空ファンらのスポッティングや撮影が行われる。
島北東部に4つの市営野球場が整備されている。また潮干狩りや釣りの名所として知られ、キャンプや海水浴、ウィンドサーフィンを行う者もいる。さらに島内にはゲームセンターやバッティングセンターを有する娯楽施設があり、休日には移動屋台が飲食物を販売している。
2005年3月に、瀬長島が沖縄振興特別措置法による観光振興地域「エアウェイリゾート豊見城地域」に指定され、豊見城市は2012年度に観光整備を計画した。WBFリゾート沖縄は、2012年に「琉球温泉瀬長島ホテル」を、2015年8月に商業施設「ウミカジテラス」を開業した。2017年6月には、グランピングやBBQができる施設「ISLAND MAGIC SENAGAJIMA by WBF」をグランドオープンさせた。

## 公共交通
2020年9月14日より、これまで運行されていたウミカジテラス無料シャトルバスに代わり、那覇空港から赤嶺駅と琉球温泉瀬長島ホテルを経由し、iias沖縄豊崎を結ぶ路線バス「ウミカジライナー」が東京バスにより運行されている。またおもろまち駅前・県庁北口を経由し瀬長島を発着する「瀬長島ライナー」をカリー観光が運行している。

## ギャラリー

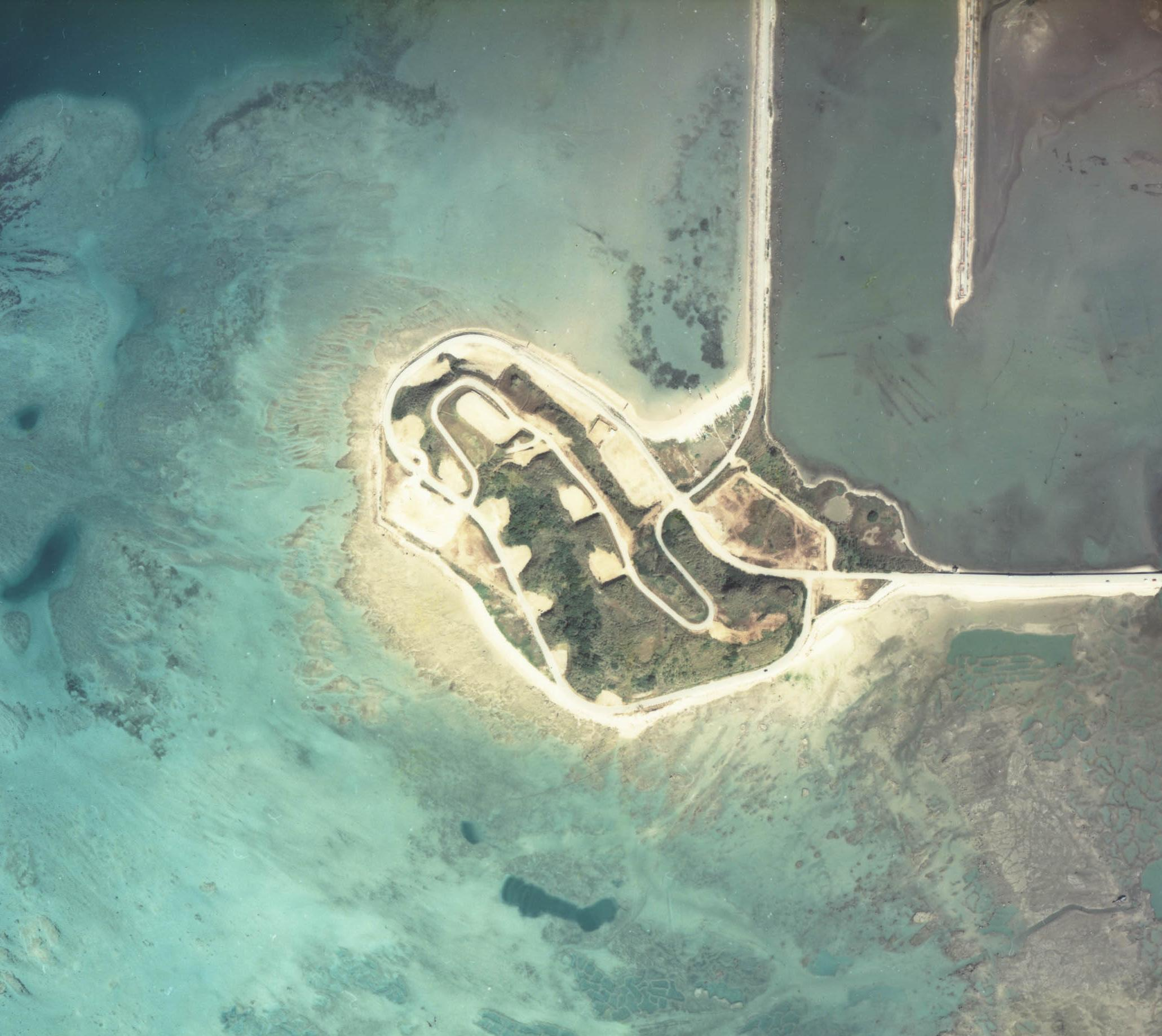
瀬長島（沖縄県豊見城市）
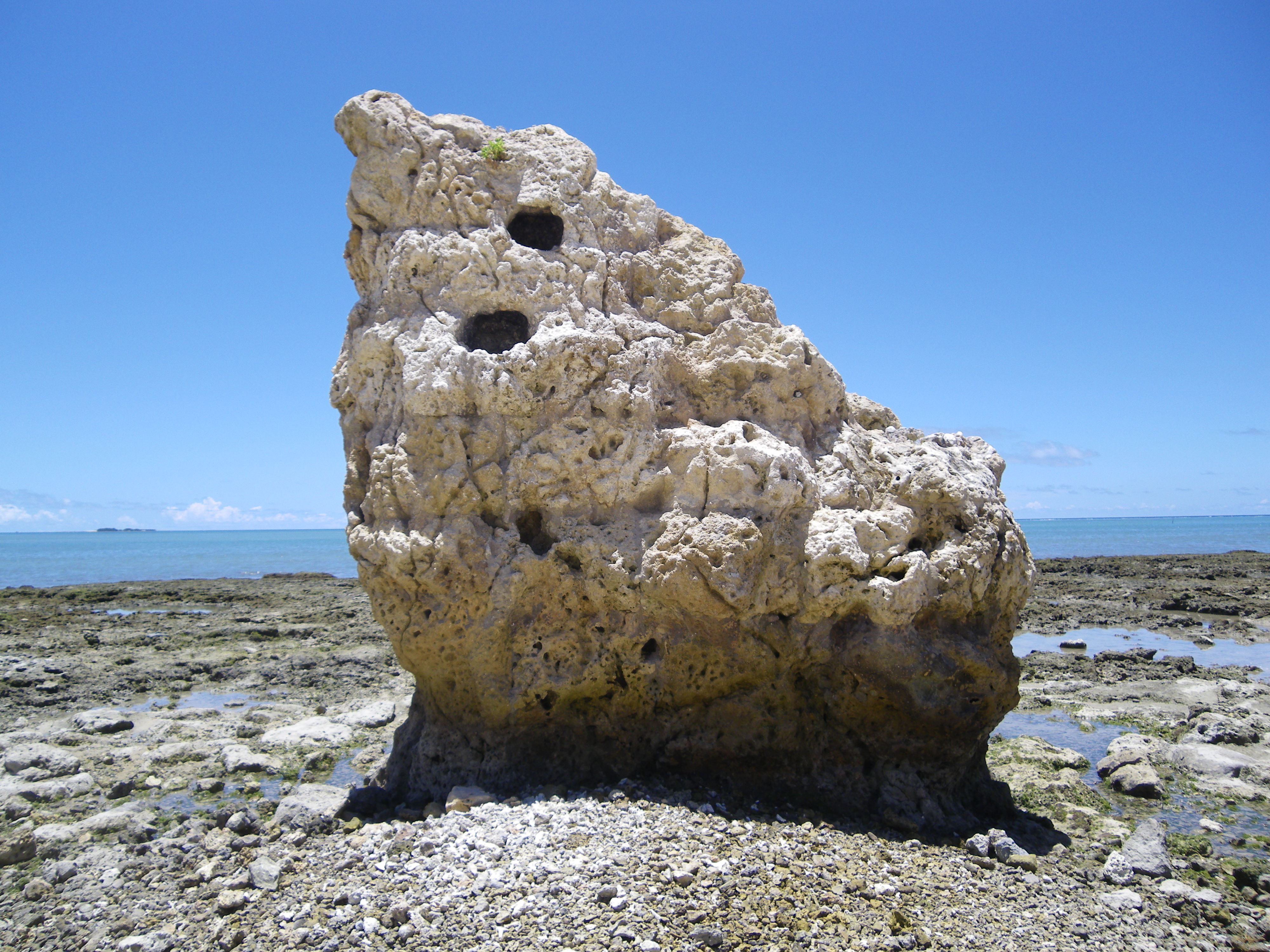
瀬長島の子宝岩
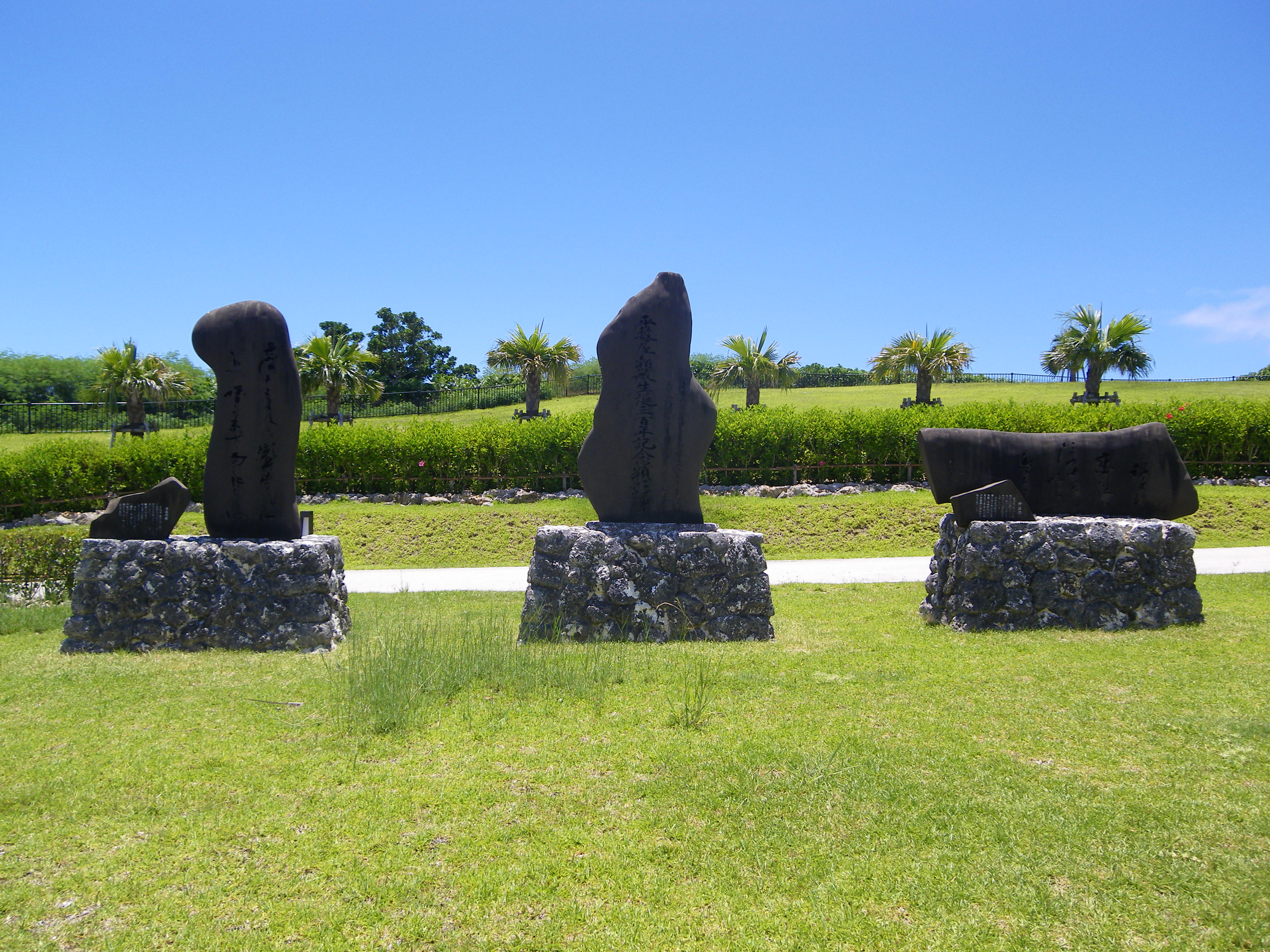
左から組踊「手水の縁」の碑、平敷屋朝敏生誕三百年記念顕彰碑、「仲風節」の碑。
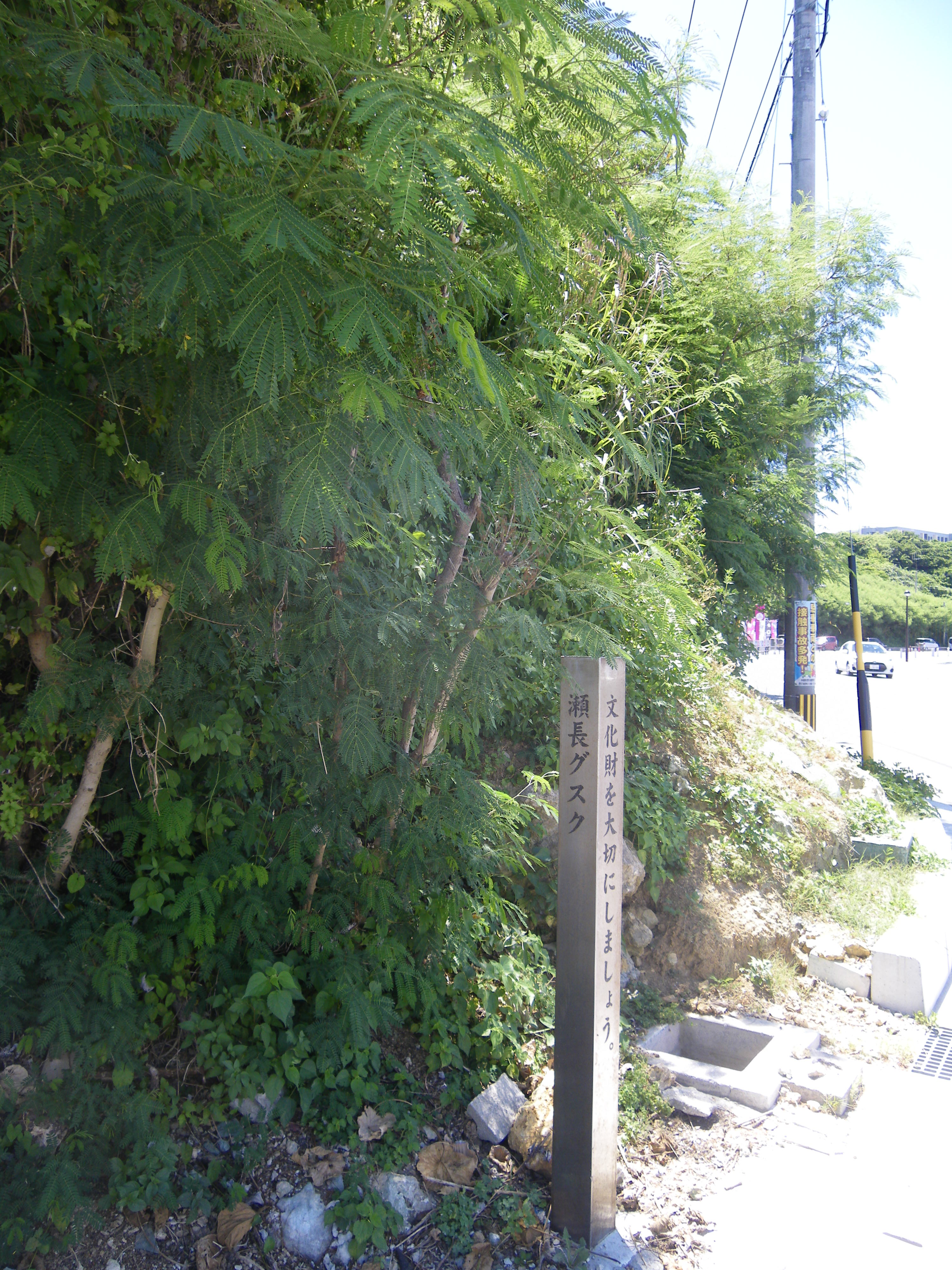
瀬長グスク
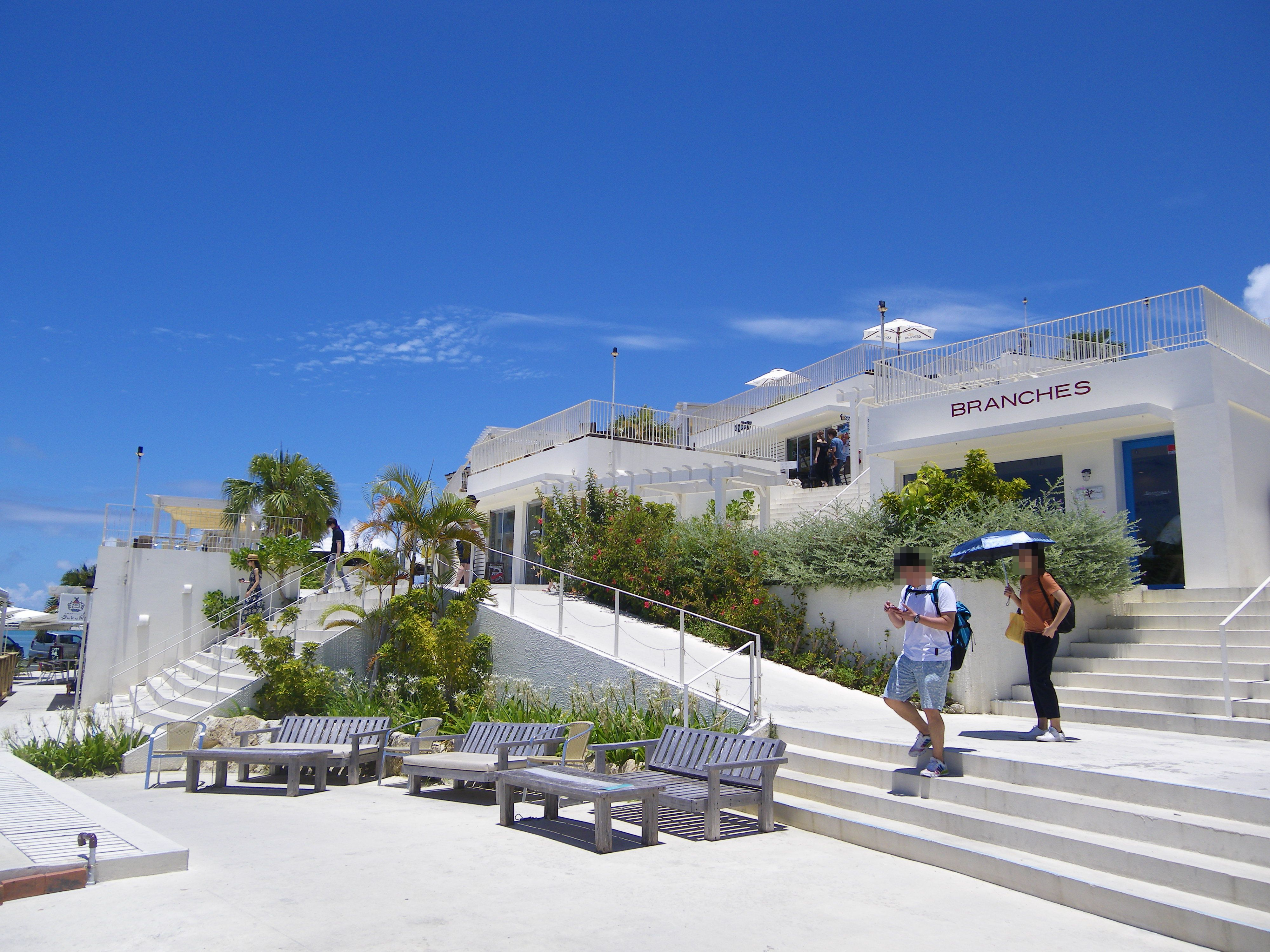
ウミカジテラス
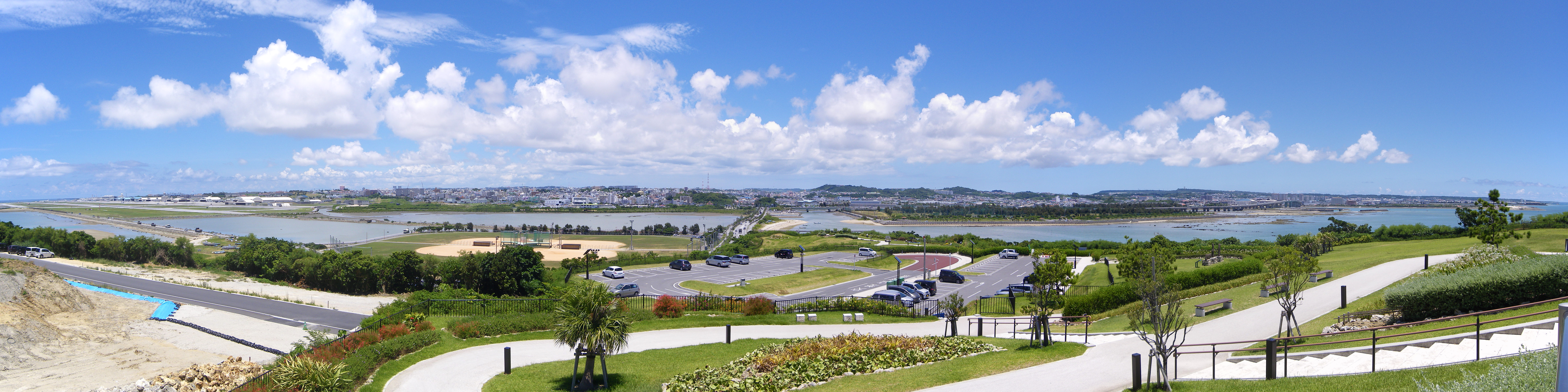
瀬長島から撮影した、沖縄本島南部西海岸のパノラマ画像